# Sophie Brahe
Sophie Brahe, född 1556, död 1643, var en dansk astronom, dotter till Otte Thygesen Brahe och Beate Bille.
Sophie Brahe ägnade sig tidigt åt astronomiska, och framför allt astrologiska, studier och deltog tidigt i brodern Tycho Brahes arbeten. Det är bekräftat att hon assisterade honom i hans astronomiska studier från år 1573 fram till sitt giftermål 1579. Sophie Brahe hade en nära relation till sin bror Tycho och de stod gemensamt emot resten av familjen, som ogillade deras intresse för astronomi.
Sophie Brahe var 1579–1588 gift med Otte Andersen Thott och blev mor till Tage Thott, som senare fick tillnamnet Skånes kung. Hon studerade vägledd av sin bror, men hon lärde sig dock aldrig latin och tvingades därför få vetenskapliga verk översatta åt sig. Under sitt äktenskap blev hon känd som "destillerare" och tack vare sitt intresse för medicin och kemi, varigenom hon fördes in i alkemistiska undersökningar. Som änka fick hon ansvaret för sin omyndige sons gods. Hon fick också möjlighet att ägna sig mer åt sina vetenskapliga intressen. Sophie Brahe tillbringade som änka mycket tid hos Tycho Brahe i Uraniborg på Ven, där hon var en välsedd medlem av det vetenskapliga sällskapet och fick namnet Urania efter astronomins musa. Tycho Brahe betraktade henne som en seriös och begåvad forskare och planerade att inkludera ett brev från henne, där hon diskuterar astronomi och beskriver sina vetenskapliga experiment, i sitt tilltänkta verk om astronomi, men verket blev aldrig utgivet. Sophie Brahes egna skrifter om kemi ska ha varit omfattande, men dessa skrifter, liksom merparten av hennes omfattande vetenskapliga korrespondens med brodern, finns inte längre bevarade.
Sophie Brahe förlovade sig 1590 med Erik Lange, som hon hade mött vid broderns krets på Uranienborg. Lange tvingades 1592 fly till Nordtyskland undan sina fordringsägare, och hon följde efter honom dit 1599. Först 1602 kunde hon gifta sig med Lange, som satsade sin och hennes förmögenhet på sitt guldmakeri. Hon led under sitt andra äktenskap av svåra ekonomiska bekymmer och paret levde i fattigdom. Hon blev änka för andra gången 1613, och 1616 återvände hon till Danmark och bosatte sig i Helsingör.

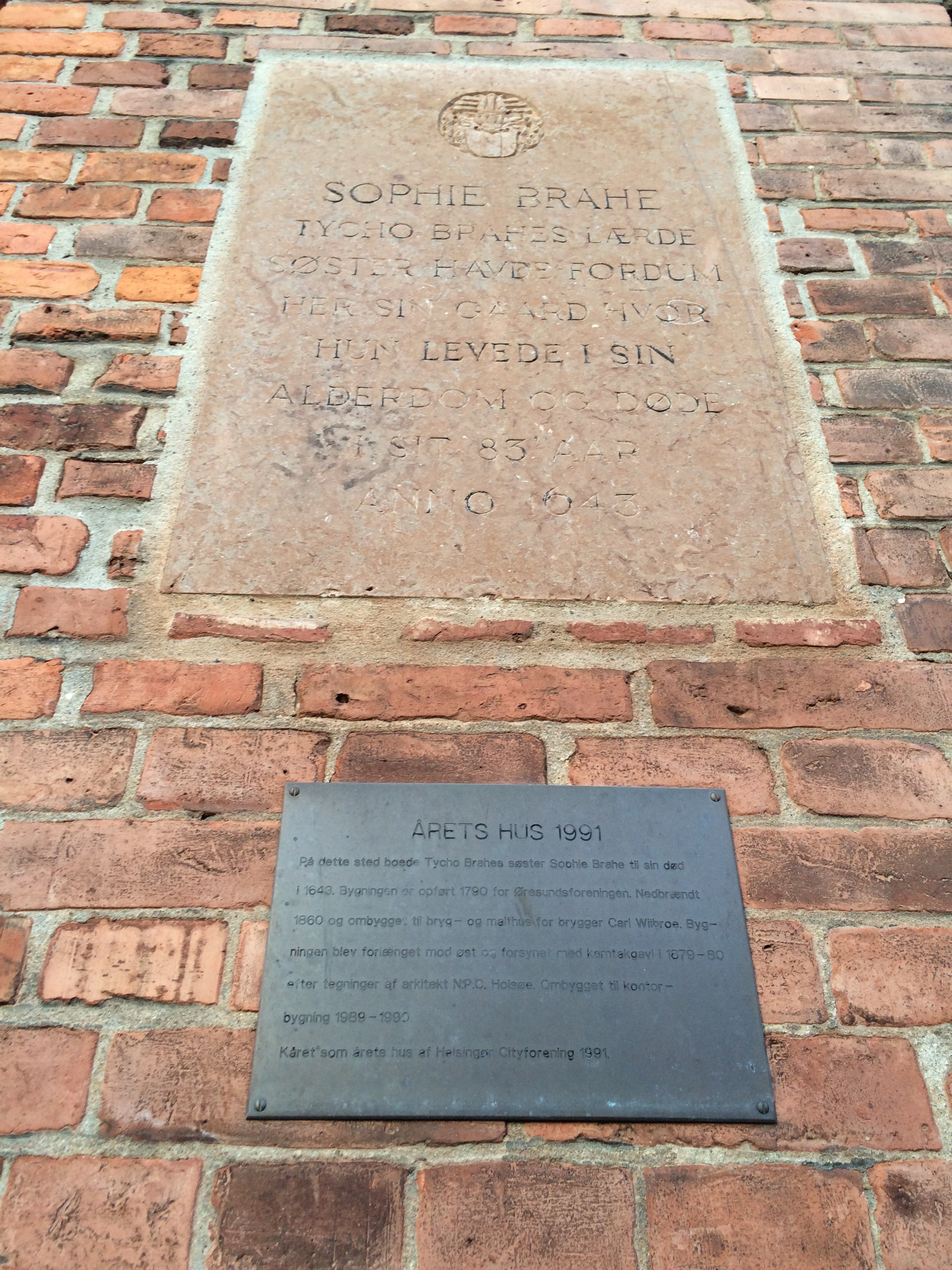
Minnesplakett på Sophie Brahes Gade i Helsingør

Mot slutet av sitt långa liv studerade Sophie Brahe adelns stamtavlor. Hon författade en bok om genealogi på 900 sidor. Hon dog hos sin son.